# Dapsa roddiana
Dapsa roddiana is een keversoort uit de familie zwamkevers (Endomychidae). De wetenschappelijke naam van de soort werd in 1904 gepubliceerd door Semenov.